# Староградска музика
Староградска музика је урбана традиционална народна музика Србије, Босне и Херцеговине, Хрватске, Северне Македоније и Бугарске.

## У Србији
Ова врста музике је била веома популарна почетком 20. века у Србији. Данас се може чути у боемском делу Београда — Скадарлији. Староградска музика је такође веома популарна у Војводини.
Текст музике је често романтичан и описује градски живот.

## У Северној Македонији
Један од најистакнутијих извођача Староградске музике јесте ансамбл Биљана из Охрида. Поред Битоља и Прилепа, Охрид се некада сматрао важним центром за овај музички стил.
Појава староградске музичке сцене повезана је са развојем градова и буржоазије под утицајем Запада у Македонији окупираној од стране Осмаског царства током 19. века.
Други важни извођачи староградске музике су: вокални ансамбл Октет Македонија из Скопља и Октет Куманово из Куманова, вокално-инструментални ансамбл Распеани Ресенчани из Ресена, и др.

### Македонске песме
- "Биљана платно белеше" Ансамбла Биљана, Охрид Архивирано на веб-сајту  (4. март 2016) - једна од најпознатијих македонских староградских песама
- Песма о револуционару Христу Узунову Ансамбла Биљана, Охрид Архивирано на веб-сајту  (3. март 2016)
- Песма о девојчици Деспини Ансамбла Биљана, Охрид Архивирано на веб-сајту  (3. март 2016)
- "Јас сум мома Охриђанка" - "Ја сам девојка из Охрида" Ансамбла Биљана, Охрид Архивирано на веб-сајту  (3. март 2016)

### Староградска музика у МИДИ формату
- МИДИ датотеке